# Kabinett Blum II

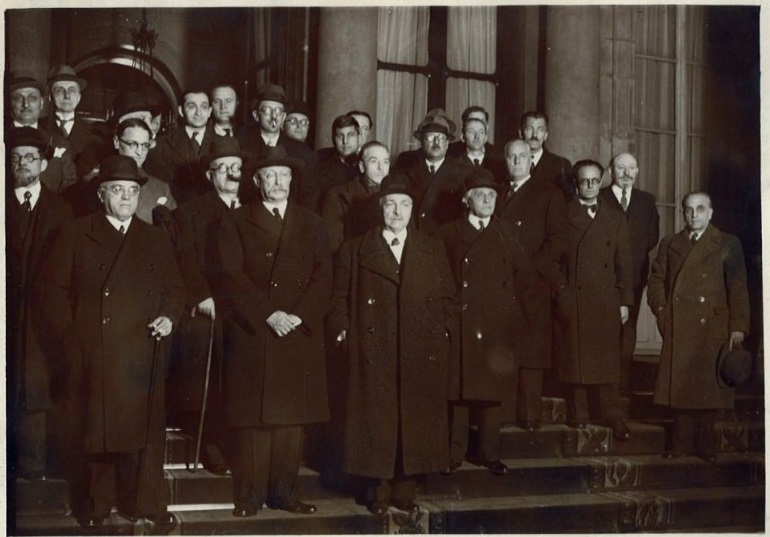
Kabinett Léon Blum, März 1938

Das zweite Kabinett Blum war eine Regierung der Dritten Französischen Republik. Es wurde am 13. März 1938 von Premierminister (Président du Conseil) Léon Blum gebildet und löste das Kabinett Chautemps IV ab. Es blieb bis zum 8. April 1938 im Amt und wurde vom Kabinett Daladier III abgelöst.
Dem Kabinett gehörten Vertreter der Front populaire an: Section française de l’Internationale ouvrière (SFIO), Parti républicain, radical et radical-socialiste (PRRRS), Union socialiste républicaine (USR) und Ligue de la jeune République (LR).

## Kabinett
Diese Minister bildeten das Kabinett:
- Premierminister: Léon Blum (SFIO)
- Vizepräsident: Édouard Daladier (PRRRS)
- Ministre d’État: Théodore Steeg (PRRRS)
- Ministre d’État: Maurice Viollette (USR)
- Ministre d’État: Paul Faure (SFIO)
- Ministre d’État (zuständig für Nordafrika-Angelegenheiten): Albert Sarraut (PRRRS)
- Finanzminister[2]: Léon Blum
- Verteidigungs- und Kriegsminister: Édouard Daladier
- Justizminister: Marc Rucart[3] (PRRRS)
- Minister des Inneren: Marx Dormoy (SFIO)
- Außenminister: Joseph Paul-Boncour (USR)
- Minister für die Koordinierung der Dienste in der Ratspräsidentschaft: Vincent Auriol (SFIO)
- Propagandaminister: Ludovic-Oscar Frossard (USR)
- Minister für die Militärmarine: César Campinchi[4] (PRRRS)
- Minister für Luftfahrt: Guy La Chambre[5] (PRRRS)
- Bildungsminister: Jean Zay (PRRRS)
- Minister für öffentliche Arbeiten: Jules Moch[6] (SFIO)
- Minister für Handel: Pierre Cot (PRRRS)
- Landwirtschaftsminister: Georges Monnet[7] (SFIO)
- Minister für Kolonien: Marius Moutet[8] (SFIO)
- Minister für Arbeit: Albert Sérol[9] (SFIO)
- Minister für Renten: Albert Rivière[10] (SFIO)
- Minister für Post, Telegraphie und Telefonie: Jean-Baptiste Lebas (SFIO)
- Minister für öffentliche Gesundheit: Fernand Gentin[11] (PRRRS)

### Unterstaatssekretäre
Dem Kabinett gehörten folgende Sous-secrétaires d’État an:
- Premierminister: André Février[12] (SFIO)
- Premierminister: François de Tessan[13] (PRRRS)
- Innenministerium: Raoul Aubaud[14] (PRRRS)
- Finanzministerium: Pierre Mendès France (PRRRS)
- Landwirtschaftsministerium: André Liautey[15] (PRRRS)
- Kriegsmarine: François Blancho[16] (SFIO)
- Bildungsministerium; zuständig für technische Ausbildung: Alfred Jules-Julien[17] (PRRRS)
- Bildungsministerium, zuständig für körperliche Ertüchtigung, Sport und Freizeit: Léo Lagrange (SFIO)
- Bildungsministerium, zuständig für Wissenschaft: Jean Perrin
- Handelsmarine: Henri Tasso[18] (SFIO)
- Handelsministerium: Gaston Manent (PRRRS)
- Arbeitsministerium: Philippe Serre (JR)

## Historische Einordnung
Am 12. März – also nach dem Rücktritt des Kabinetts Chautemps IV und vor der Bestallung des Kabinetts Blum II – vollzog das Dritte Reich den Anschluss Österreichs. Da weder die französische Regierung handlungsfähig noch die britische Regierung handlungswillig war, erfolgten keine nennenswerten Reaktionen.
Am 6. April erteilte die Abgeordnetenkammer dem Kabinett erweiterte finanzielle Vollmachten. Der Senat verweigerte am folgenden Tag seine Zustimmung und die Regierung trat zurück.